# Contramesures d'infrarojos

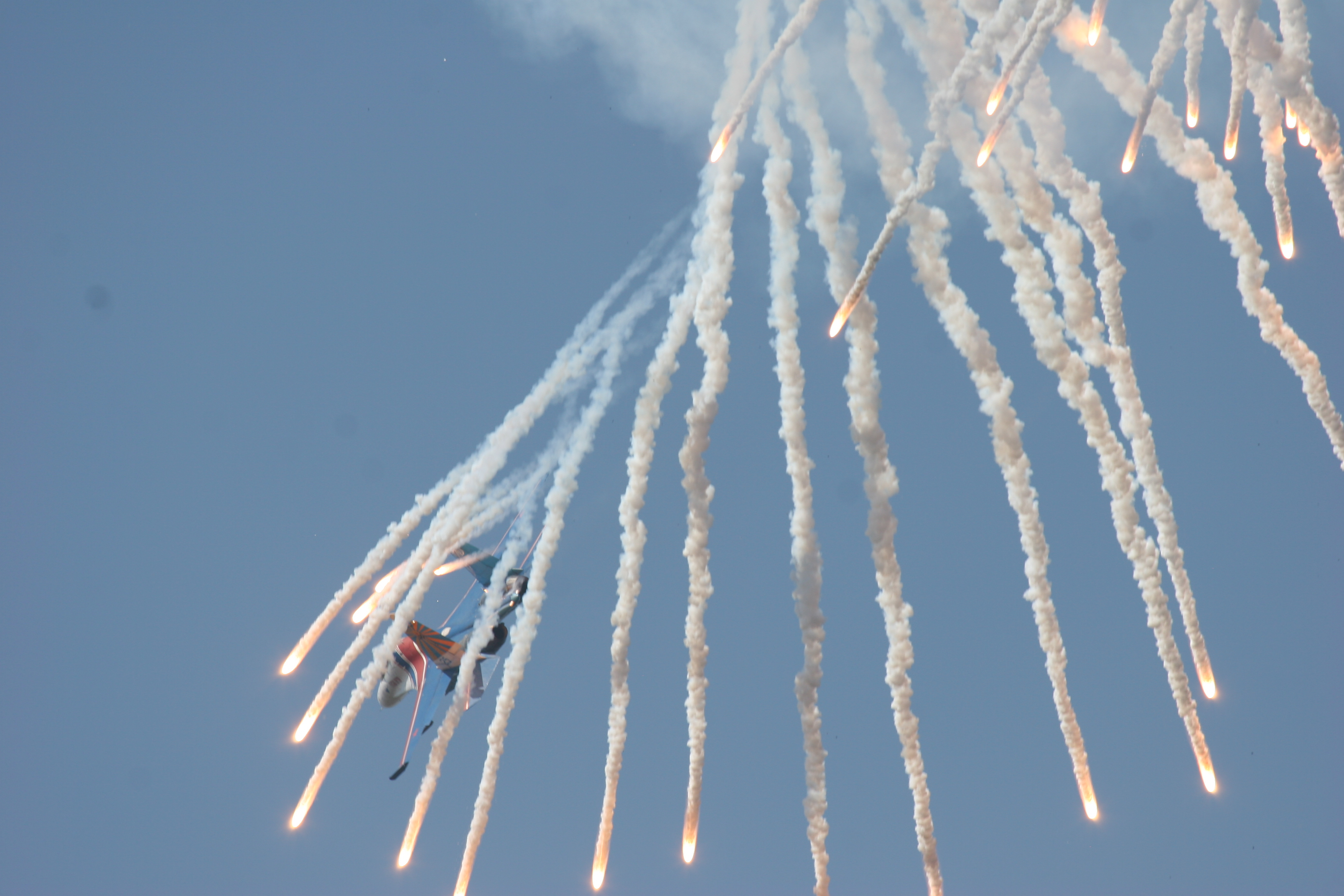
Un caça Sukhoi El SU-27 disparant bengales com falsos objectius per enganyar a un hipotètic míssil enemic.

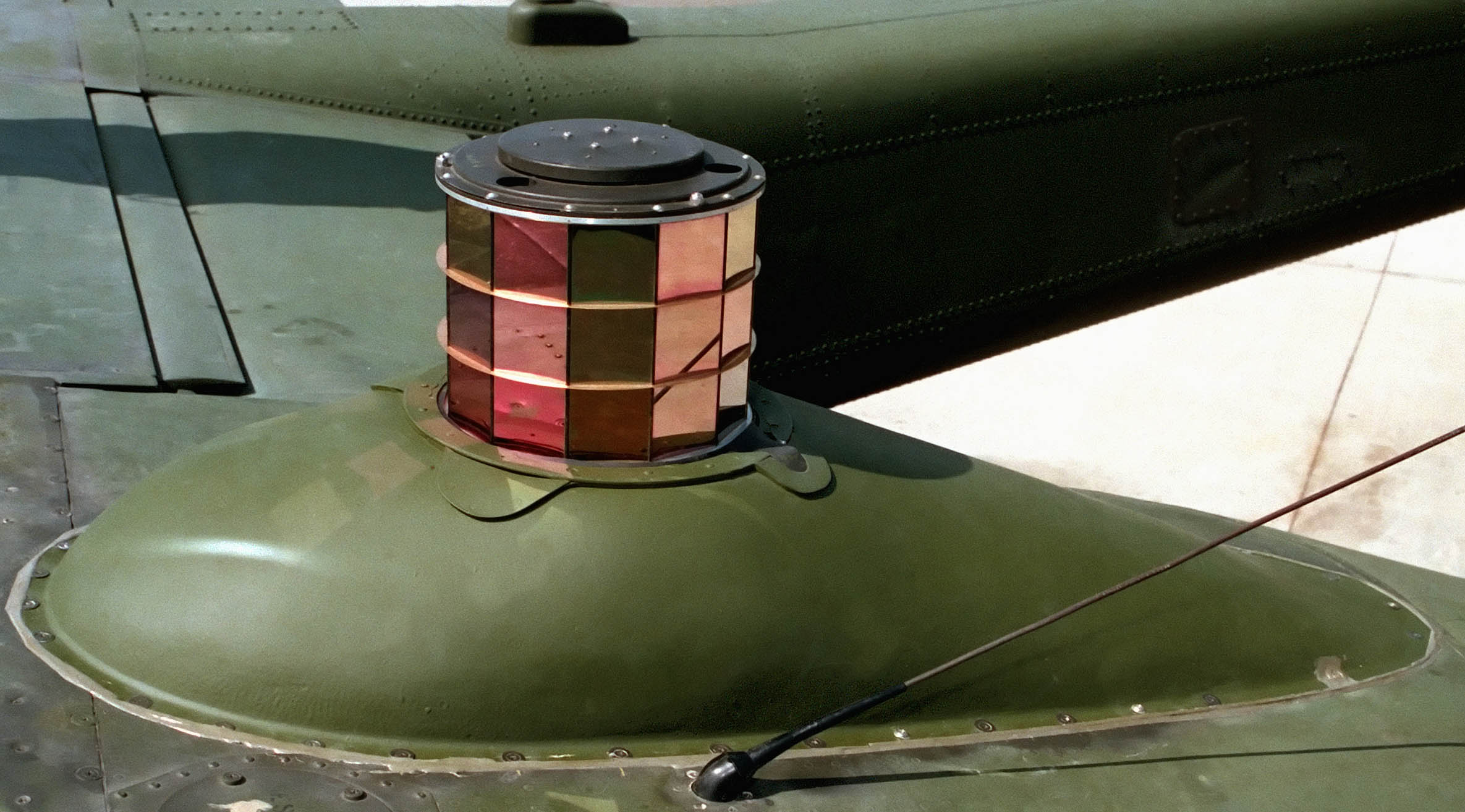
Un IRCM ALQ-144

Les contramesures d'infrarojos, també conegudes per les seves sigles en anglès IRCM (infrared countermeasures), són uns dispositius dissenyats per protegir una aeronau de míssils guiats per infrarojos (seguiment d'escalfor) confonent el sistema de guiatge dels míssils i, per tant, fent que falli el seu objectiu.

## Història
Els dispositius de contramesures d'infrarojos van ser desplegats per primera vegada durant la Guerra del Vietnam i han estat millorats a través dels anys per d'altres més lleugers, més portàtils i més fiables, però el principi bàsic de funcionament segueix sent el mateix.
Una de les darreres implementacions per part Departament de la Marina dels EUA són les contramesures per aeronaus de grans dimensions (DoN LAIRCM) de Northrop Grumman que ofereixen protecció contra amenaces d'infrarojos per a les plataformes CH-53E, 46e-CH i CH-53D del Cos de Marines dels Estats Units.